# Lobopleura
Lobopleura är ett släkte av kräftdjur. Lobopleura ingår i familjen Ancorabolidae.
Släktet innehåller bara arten Lobopleura expansa.